# Alexander Givental
Alexander Givental (em russo:  Александр Борисович Гивенталь; 1958) é um matemático russo-estadunidense. Trabalha nas áreas de geometria simplética, teoria das singularidades e suas relações com a teoria topológica das cordas.
Obteve um Ph.D. em 1987, supervisionado por Vladimir Arnold. Forneceu a primeira prova da conjectura do espelho para variedades de Calabi-Yau tóricas, em particular para hipersuperfícies do quinto grau em P4. É atualmente professor de matemática da Universidade da Califórnia em Berkeley.